# 가타야나기촌
가타야나기촌(片柳村)은 사이타마현 기타아다치군에 1889년부터 1955년까지 존재했던 촌이다. 현재의 사이타마시 미누마구의 일부에 해당한다.

## 역사
- 1889년 4월 1일 - 정촌제 시행에 의해 기타아다치군 가타야나기촌이 성립하였다.
- 1955년 1월 1일 - 사시오기촌, 마미야촌, 우에미즈촌, 하류오카촌, 나나사토촌과 함께 오미야시에 편입되었다.